# 9446 Цицерон
9446 Цицерон (9446 Cicero) — астероїд головного поясу, відкритий 3 травня 1997 року.
Тіссеранів параметр щодо Юпітера — 3,190.